# 宮澤成良
宮澤 成良（みやざわ せいら、1993年〈平成5年〉10月29日 - ）は、日本のグラビアアイドル、モデルであり、女性アイドルグループ・乃木坂46の元メンバーである。千葉県出身。インセントグループのイデア所属。乃木坂46卒業後の一時期は宮沢 セイラ（読み同じ）の芸名を使用していた。父は元サッカー選手でスポーツ解説者の宮澤ミシェル。兄はサッカー選手の宮澤勇樹。祖父はクロマティック・アコーディオン奏者のデデ・モンマルトル。

## 来歴
3歳からクラシック・バレエを習い始めた。土井由希子に師事。15歳の高校1年生の夏にモナコからのオファーを受け、王立プリンセス・グレース・クラシックダンス・アカデミーへ一年間単身留学した。留学中に左足首を痛め三角骨摘出手術を受けて、バレリーナとしてのキャリアを断念し帰国した。バレリーナとしての道を閉ざされ失意に沈んでいたところ、母親が乃木坂46の1期生オーディションの書類選考に応募した。
2011年（平成23年）8月21日、乃木坂46の1期生オーディションに合格、オーディションでは絢香の「みんな空の下」を歌った。最終オーディション時、後列左端の立ち位置で「暫定選抜メンバー」に選ばれた。乃木坂46では「宮澤成良」の名義で活動した。
2012年（平成24年）2月22日、乃木坂46の1stシングル「ぐるぐるカーテン」のカップリング曲「左胸の勇気」「会いたかったかもしれない」でCDデビューした。同年5月、乃木坂46の2ndシングル「おいでシャンプー」で初の選抜メンバーとなった。
2013年（平成25年）9月28日、『GirlsAward 2013 AUTUMN / WINTER』に乃木坂46として出演した。同年11月12日、乃木坂46を卒業することが公式発表され、5日後の17日に卒業した。宮沢は「自分らしさとは何かと考え抜いた末、20歳になるタイミングで卒業を決めた」としており、Girls Award出演に刺激を受けモデル転身を決めたため、とも報道されている。卒業直後からオーディションを受けるなど活動は継続していたらしい、とされている。
2014年（平成26年）3月28日、芸能事務所Little Tokyo Productionに所属したことを発表し、グラビアアイドルに転身した。また事務所所属発表を機に芸名を「宮沢セイラ」に改めた。同年4月19日、『GirlsAward 2014 SPRING/SUMMER』に出演した。同年11月4日、2015年度東レキャンペーンガールに選出されたことが発表された。「これまでのような水着のPRだけでなく、浄水機器や医薬品などの商品も含めたすべての事業の『宣伝役』を務める」とされている。選考理由として、東レの幼方聡子宣伝室長は「水着が似合うスタイルの良さ、明るい雰囲気を選考のポイントにした」としている。宮沢は「新たな可能性を試したいと思っていた。キャンペーンガールに選んでいただけてうれしい」と報道陣に語っている。
2016年（平成28年）1月22日、1st DVD『HONEY』を発売。
2021年（令和3年）4月16日、公式Twitterにて芸名を本名の「宮澤成良」への再改名と事務所移籍を発表した。

## 人物
愛称は、セイラ、せっちゃん。チャームポイントはほくろ。

### 嗜好
好きな食べ物はお肉。好きなアーティストはUVERworld。2014年5月1日のSHIBUYA-AX公演に行き、「久しぶりにメンバーの皆さんともお話しできて元気もらえました」と自身のTwitterで書いている。

### 趣味
趣味はホットヨガ、音楽鑑賞、写真を撮ること。

### 特技
特技はバレエ、身体が柔らかいこと、誰とでも話せること。皆を明るくさせる、人見知りをしない性格。自身のパーソナリティについて「携帯電話を冷蔵庫に入れたり、テレビのリモコンで冷房を付けようとしたり、自分で自分に疲れちゃうくらい（笑）。でも見た目のせいで天然って理解してもらえないんですよ」と語っている。

### 乃木坂46
乃木坂46での活動について、宮澤は「ライブや握手会は楽しかった」が「キャピキャピはしゃぐのは苦手だった」「スタッフから指示された『黒木メイサのような感じでクール系』というキャラクター作りにも戸惑った」としている。アイドルとしての活動においては、「日本人離れしたモデル系ルックスで、ファンはとっつきにくかったみたい。男性ファンはもともと親しみやすいカワイイ顔を好む傾向もあって、なかなか人気を得られない。“私は本当にアイドルがしたいのか?”と悩んでいた」などと評価されており、ジョギングやウォーキングの矯正など努力は怠らなかったというが、アイドルの活動について悩むことが多かったのでは、といわれている。グラビアアイドルに転身後、表情が明るくなったと言われ宮澤は「自分のやりたいことがはっきりしている。充実していることが表情に出るんですかね」と語っている。
乃木坂46卒業後も乃木坂46のライブを観にいくなど、メンバーとも交友がある。乃木坂46だった当時からメンバーの川村真洋と頻繁に連絡を取りあう仲であり、川村は宮澤を「親友」と呼んでいる。元E-girlsの木津レイナ、元SUPER☆GiRLSの荒井玲良など所属していた乃木坂46以外のアイドルグループメンバーとも交友関係がある。

## 作品

### シングル
乃木坂46
- 左胸の勇気（2012年2月22日、SRCL-7900/6） - EAN 4988009051567。
- 会いたかったかもしれない（2012年2月22日、SRCL-7902/3） - EAN 4988009051567。
- おいでシャンプー（2012年5月2日、SRCL-7966/72） - EAN 4988009052267。
- 心の薬（2012年5月2日、SRCL-7966/72） - EAN 4988009052243。
- ハウス!（2012年5月2日、SRCL-7972） - EAN 4988009052298。
- 涙がまだ悲しみだった頃（2012年8月22日、SRCL-8058/9） - EAN 4988009052861。
- 人はなぜ走るのか?（2012年8月22日、SRCL-8060/1） - EAN 4988009052892。
- 春のメロディー（2012年12月19日、SRCL-8205/6） - EAN 4988009056456。
- 13日の金曜日（2013年3月13日、SRCL-8255/6） - EAN 4988009080840。
- 扇風機（2013年7月3日、SRCL-8317/8） - EAN 4988009084732。
- 人間という楽器（2013年7月3日、SRCL-8321） - EAN 4988009084756。

### アルバム
乃木坂46
- 透明な色（2015年1月7日、SRCL-8662/7） - EAN 4988009099934。
- 僕だけの君〜Under Super Best〜（2018年1月10日、SRCL-9630/7） - EAN 4547366336214。
- Time flies（2021年12月15日、SRCL-12020/30） - EAN 4547366534184。

### 映像作品
- 宮澤成良×木村ひさし（2012年2月22日） - EAN 4988009051550。
- 宮澤成良×カツヲ（2012年5月2日） - EAN 4988009052267。
- さばドル（2012年7月25日） - EAN 4534530055859。
- 宮澤成良×KIMIKA ONAI（2012年8月22日） - EAN 4988009052908。
- 宮澤成良（2012年12月29日） - EAN 4988009056449。
- 宮澤成良×森田亮（2013年3月13日） - EAN 4988009080833。
- 乃木坂46 1ST YEAR BIRTHDAY LIVE 2013.2.22 MAKUHARI MESSE（2014年2月5日） - EAN 4988009090900。
- NOGIBINGO!（2014年3月7日） - EAN 4988021109758。
- ぞくり。3 怪談夜話~奇妙な呪い~ （2015年6月2日） - EAN 4571370071717。
- 乃木坂46 2ND YEAR BIRTHDAY LIVE 2014.2.22 YOKOHAMA ARENA（2015年6月17日） - EAN 4988009110134。
- 悲しみの忘れ方 Documentary of 乃木坂46（2015年11月18日） - EAN 4988104099327。
- HONEY（2016年1月22日） - EAN 4571369485662。

## 出演

### テレビドラマ
- 本棚食堂（2014年8月18日 - 8月26日、NHK BSプレミアム）[17]

### バラエティ
- ツボ娘（2014年8月13日、TBSテレビ）[32]
- ネプ&イモトの世界番付（2015年2月 - 2016年3月、日本テレビ）G20 フランス代表[33]
- 踊る!さんま御殿!!（2015年1月19日、日本テレビ）[34]
- ナカイの窓（2015年2月3日、日本テレビ）[35]
- 7つの海を楽しもう!世界さまぁ〜リゾート（2017年10月7日 -  2020年3月28日、TBSテレビ）レギュラー[36]

### その他のテレビ番組
- weekend Hips（2014年4月26日 - 2015年3月28日、TOKYO MX）レポーター[37][38]
- 鉄道紀行 ニッポンぶらり鉄道旅（NHK BSプレミアム）旅人[要出典]
  - 第25回 “町のアイドル”を探して 東武東上線（2014年12月18日）[要出典]
  - 第37回 “街道のレジェンド”を探して 東武日光線（2015年5月14日）[要出典]
  - 第61回 “目指せ日本一!”を探して JR西日本山陰本線・境線（2016年2月11日）[39]
- 熱血BO-SO TV（2015年6月20日 - 、千葉テレビ放送）[40]
- ラストキス〜最後にキスするデート（2016年3月15日、TBSテレビ）[41]

### 広告・CM
- よみうりランド プールWAI「遊びきれない夏になる!」（2015年）[42]
- モンスターストライク「モンスト アツイ夏キタ！キャンペーン」（2019年）[43]

### イベント
- GirlsAward 2013 AUTUMN/WINTER（2013年9月28日、代々木競技場第一体育館）[注 1]
- GirlsAward 2014 SPRING/SUMMER（2014年4月19日、代々木競技場第一体育館）[18]
- 2015新作水着合同展示発表会（2014年11月12日、秋葉原UDX AKIBA SOUARE）[44]

### キャンペーンガール
- 2015年 東レキャンペーンガール（2015年、東レ）[19]
- 8代目ミスマリンちゃん（2017年、三洋物産）[45]

### ネット配信
- モヤモヤさまぁ～ず2（配信オリジナル）ムチムチさまぁ～ず3（2017年8月20日、ネットもテレ東・テレビ東京・YouTube）[要出典]

## 書籍

### 写真集
- 8代目ミスマリンちゃん写真集 UMIMONOGATARI（2017年10月23日、triple a出版）[46]